# Wang Yi-Ch'eng
Wang Yicheng o Wang Yi-Ch'eng (王禹偁, 954-1001) poeta chino de Chuyeh, en la provincia de Shandong. Trabajó para el gobierno y sus duras críticas a la autoridad le condujeron a ir al Sur de China.
- Datos: Q716950